# 태양연료
태양연료 혹은 솔라퓨얼(solar fuel)은 태양의 무한한 에너지원인 태양광 (solar light)과 태양열 (solar heat)을 직/간접적으로 이용하여 전기화학적, 열화학적, 광화학적/광전기화학적 반응을 통해서 생성된 제3의 유용한 연료를 통치하여 말한다. 좁은 의미에서는 직접적인 태양에너지원을 이용하고 물과 이산화탄소를 반응물로 인공광합성 (artificial photosynthesis)을 통해서 생성된 연료를 말하기도 한다. 태양연료는 태양정제 (solar refinery), 태양대체에너지 (solar alternative fuel), 태양수소 (solar hydrogen), 태양합성가스 (solar syngas) 등으로 불리기도 한다. 넓은 의미의 태양연료는 태양 에너지와 신재생에너지 시스템 (태양광 전지, 태양열 집광기, 풍력발전, 수력발전, 조력 등)을 통해서 생성된 전기 혹은 열 에너지를 이용하여 물전기분해 장치에 의해서 수소와 산소를 생성하는 것 그리고 이산화탄소 전환 시스템을 통한 새로운 유기물 합성것 까지도 포함할 수 있다.

## 같이 보기
- 재생 가능 에너지